# Harpactea grisea
Harpactea grisea là một loài nhện trong họ Dysderidae.
Loài này thuộc chi Harpactea. Harpactea grisea được miêu tả năm 1868 bởi Canestrini.